# Karhu (isbrytare)
Karhu (”björn”) var en finländsk isbrytare, som tjänstgjorde 1958–1985.

## Fartyg av klassen
- Karhu
- Murtaja
- Sampo
- Hanse